# Congrès des nations en Chine
Pour plus de détails, voir Fiche technique et Distribution.
Congrès des nations en Chine est un court métrage français réalisé par Georges Méliès, sorti en 1901, au début du cinéma muet.

## Fiche technique
- Titre : Congrès des nations en Chine
- Titre anglais : China Versus Allied Powers
- Réalisateur : Georges Méliès
- Société de production : Star Film
- Longueur : 20 mètres[1]
- Statut : film perdu[2]